# استیو جونز (زیست‌شناس)
جان استفان جونز (به انگلیسی: John Stephen Jones) (زاده ۲۴ مارس ۱۹۴۴) یک متخصص ژنتیک انگلیسی است که از ۱۹۹۵تا ۱۹۹۹ از سال ۲۰۰۸ تا ژوئن سال ۲۰۱۰ رئیس گروه ژنتیک، تکامل و محیط زیست در کالج دانشگاه لندن بود. او همچنین مجری تلویزیون و نویسنده شناخته شده در زمینهزیست‌شناسی، به ویژه فرگشت است. او یک نویسنده محبوب معاصر در مورد تکامل است. جونز موفق شد که در سال ۱۹۹۶، جایزه مایکل فارادی را به‌دلیل سهم گسترده‌اش در فهم عمومی از علم در زمینه‌هایی مانند فرگشت و تغییر در انسان، نژاد، جنسیت، بیماری ارثی و دستکاری ژنتیکی به‌دست‌آورد.